# Малицький Сергій Вацлавович
Сергій Вацлавович Малицький (рос. Сергей Вацлавович Малицкий) — російський письменник-фантаст.

## Біографія
Народився 12 жовтня 1962 року в Іркутській області. З 1983 року мешкає у Коломні. Батько двох синів та однієї доньки.
У 2000 році Сергій Малицький видає збірку оповідань «Легко». Згодом переходить на велику прозу, й в 2006 році видає дебютний роман «Місія чужоземця», за який у 2007 році був удостоєний двох премій: «Меч без імені» та «Золотий кадуцей».
Разом з тим Малицький не кидає малу форму, видається у антологіях та журналах.
Є автором сценарію комп'ютерної рольової гри Ash of Gods: Redemption.